# Lella Vignelli
(Lella Vignelli)
Lella Vignelli, all'anagrafe Elena Valle, (Udine, 13 agosto 1934 – New York, 22 dicembre 2016), è stata un'artista e designer italiana.
Suo fratello è l'architetto Gino Valle, loro padre l'architetto Provino Valle. È la fondatrice dello studio Vignelli Associates e moglie di Massimo Vignelli.

## Biografia
Grazie ad una borsa di studio ottenuta nel 1958, Lella ha studiato Architettura presso la scuola di architettura del Massachusetts Institute of Technology e ha lavorato come junior designer nel prestigioso studio Skidmore, Owings & Merrill, prima di tornare in Italia e laurearsi in Architettura all'Università IUAV di Venezia, nel 1962. Nel 1957 sposa il designer Massimo Vignelli, con il quale fonda a Milano lo studio Lella and Massimo Vignelli Office of Design and Architecture, studio che si occupa di design di prodotto, design d'interni e graphic design.
Nel 1971, dopo essersi stabiliti definitivamente negli Stati Uniti e dopo un'esperienza internazionale con lo studio Unimark International, Massimo e Lella fondano lo studio Vignelli Associates a New York, dove Lella ricoprirà la carica di Amministratore delegato. Nel 1985, per accomodare le crescenti esigenze lo studio si trasferisce in uno spazio più grande, sulla 10th Avenue. Durante tutto questo periodo Massimo e Lella continuano a svolgere un'intensa attività spaziando dal graphic design alle esibizioni fino al design di prodotto e di arredi, settore in cui Lella sarà particolarmente brillante, progettando sedute per marchi come Poltrona Frau, Poltronova e Acerbis International.
Lella e Massimo lavoreranno insieme per tutta la vita in svariati rami del design, vincendo innumerevoli premi e diventando un'icona del design del ventesimo secolo. Dal loro matrimonio sono nati due figli : Luca (1962), fotografo, e Valentina (1966), esperta di stoffe e tessuti.

## Lavoro
Il lavoro di Lella Vignelli è stato esposto svariate volte in pubblicazioni di settore, negli Stati Uniti e all'estero. Diversi suoi lavori sono inclusi nelle collezioni permanenti di diversi musei, incluso il MoMA di New York, il Cooper-Hewitt Museum, il Metropolitan Museum of Art, il Musee des Arts Decoratifs di Montréal e il Die Neue Sammlung di Monaco. Il lavoro di Lella e Massimo è stato inoltre soggetto di due documentari trasmessi in tutto il mondo. Un'esibizione monografica del lavoro dello studio Vignelli Associates è stata allestita a San Pietroburgo, Mosca, Helsinki, Londra, Budapest, Barcellona, Copenaghen, Monaco, Praga e Parigi fra il 1989 e il 1993.
Lella Vignelli ha tenuto diverse conferenze per associazioni di design americane e internazionali. È membro della Industrial Designers Society of America
(IDSA), dell'American Institute of Graphic Arts (AlGA), dell'International Furnishings and Designer Association (IFDA) e del Decorators Club di New York.

## Premi e riconoscimenti
- 1973 - American Institute of Architects (AlA) Industrial Arts Medal.
- 1982 - Laurea honoris causa dalla Parsons School of Design, New York.
- 1983 - AlGA Gold Medal.
- 1988 - Interior Design Hall of Fame.
- 1991 - National Arts Club Gold Medal for Design.
- 1992 - Interior Product Designers Fellowship of Excellence.
- 1994 - Corcoran School of Art, Washington D.C.
- 1995 - Brooklyn Museum Design Award for Lifetime Achievement.
- 2003 - National Lifetime Achievement Award dal National Museum of Design at Cooper-Hewitt, New York.
- 2004 -  Visionary Award from dal Museum of Art and Design, New York.
- 2005 -  Architecture Award dall'American Academy of Arts and Letters, New York.